# Actio arbitraria
Die actio arbitraria ist eine frühe Klage des Römischen Rechts. Sie führt zu einer zweistufigen Verurteilung des Beklagten. In einer ersten Stufe spricht der Prätor die Verpflichtung des unterlegenen Beklagten zum Schadensersatz in Form von Naturalrestitution aus. Kommt der Beklagte dieser Verpflichtung nach, so wird er im Schlussurteil freigesprochen. Erfolgt die Befriedigung des Gläubigers nicht, so wird der Beklagte zur Zahlung, gegebenenfalls auch des Mehrfachen des eigentlichen Schadens verurteilt.
Die Ausgestaltung einer bestimmten Klageform als actio arbitraria hat verschiedene Motive: So schützt der Umstand, dass am Ende ein freisprechendes Urteil steht, wenn der Betroffene Wiedergutmachung leistet, den auf seinen Ruf bedachten Schuldner. Daneben ist zu berücksichtigen, dass etliche Leistungsklagen nach römischem Verständnis zwingend auf Geldleistung gerichtet waren, so dass die Arbitrarklage eine Möglichkeit darstellte, dem Gläubiger gleichwohl eine Befriedigung in natura zu verschaffen.
Beispiele für Arbitrarklagen: actio auctoritatis, actio de dolo.